# Istituto alti studi per la difesa
L'Istituto alti studi per la difesa (IASD) è un istituto di formazione interforze della difesa italiana con sede a Palazzo Salviati, nel rione Trastevere di Roma. L'Istituto è stato fondato nel 1994.

## Le attività dello IASD
L'istituto organizza sessioni annuali di aggiornamento - per generali o colonnelli designati dal capo di SMD, su proposta dei capi di SM di Forza Armata e dei comandanti generali dell'Arma dei carabinieri e della Guardia di finanza, per dirigenti civili del Ministero della Difesa e di altri ministeri, segnalati dai rispettivi dicasteri e per ufficiali stranieri di rango equivalente a quelli nazionali, ammessi su invito del capo di SMD - che vertono "sull'analisi della politica militare e sull'organizzazione delle Forze Armate", per lo "studio di strategie di sicurezza e difesa nazionale".
Le sessioni di studio hanno la durata di un anno accademico e sono articolate in due fasi: una fase iniziale, di quasi due mesi, ha lo scopo di assicurare un primo livello di conoscenza di base, comune a tutti i partecipanti, su temi di politica e relazioni internazionali; una fase seminariale, della durata di sette mesi, nella quale vengono focalizzate e approfondite tematiche di particolare valenza ed interesse.
Le attività dell'Istituto sono organizzate in: lavori individuali e collegiali su argomenti e temi definiti d'intesa con il CeMiSS; seminari e tavole rotonde, che costituiscono l'ossatura dei programmi di studio; laboratori di approfondimento; 
conferenze su problematiche di attualità, tenute da illustri esperti italiani e stranieri, sia militari che civili; attività congiunte con omologhi centri di studio e ricerca nazionali e stranieri, inerenti a problematiche riguardanti la difesa; incontri e congressi con istituti stranieri paritetici, il NATO Defense College ed altri similari; viaggi di studio in Italia ed all'estero, anche con visite ad industrie di interesse per la difesa, per consentire ai frequentatori di valutare i differenti aspetti attinenti alla situazione sociale, politico-economica e militare dei vari paesi.
Al termine della sessione, a partire dall'anno 2016/2017 con il 68º Corso, per effetto del Regolamento del Capo di Stato Maggiore della Difesa datato 17/02/2016, ai frequentatori viene rilasciato uno specifico titolo IASD e sono autorizzati a fregiarsi dello speciale distintivo dell'Istituto.

## Il Centro alti studi per la difesa
Lo IASD è inquadrato nel Centro alti studi per la difesa (CASD) che  è l'organismo di studio di più alto livello nel campo della formazione dirigenziale e degli studi di sicurezza e di difesa.
Presso il CASD, oltre allo IASD, viene svolto il corso annuale dell'Istituto superiore di stato maggiore interforze (ISSMI) - che abilita gli ufficiali delle forze armate e della Guardia di finanza alle funzioni di stato maggiore - ed opera il Centro militare di studi strategici (CeMiSS).
Il CASD ha sede in Roma, lungo la riva destra del Tevere, nel cinquecentesco palazzo Salviati che ha tuttora annesso un importante orto botanico. Fino all'ultimo dopo guerra, palazzo Salviati era la sede del Collegio militare di Roma, ed oggi conserva ancora un sacrario in ricordo del soppresso istituto liceale-militare. La struttura dispone di un'importante biblioteca, meta di studio di tantissimi ricercatori nelle discipline militari e geo-politico-strategiche in genere.
Il presidente del CASD di solito è anche direttore dello IASD.